# Wayne Gretzky 99 Award
Wayne Gretzky 99 Award je hokejová trofej, která je každoročně udělována nejužitečnějším hráčům playoff v lize Ontario Hockey League. Tato trofej je pojmenována po legendárním hokejistovi Waynu Gretzkém. Trofej by neměla být zaměňována s Wayne Gretzky Trophy.

## Vítězové Wayne Gretzky 99 Award
| Sezóna  | Hráč                                      | Tým                                       |
| ------- | ----------------------------------------- | ----------------------------------------- |
| 2023/24 | Easton Cowan                              | London Knights                            |
| 2022/23 | Michael Simpson                           | Peterborough Petes                        |
| 2021/22 | Logan Morrison                            | Hamilton Bulldogs                         |
| 2020/21 | Sezóna zrušena kvůli pandemii koronaviru  | Sezóna zrušena kvůli pandemii koronaviru  |
| 2019/20 | Playoff zrušeno kvůli pandemii koronaviru | Playoff zrušeno kvůli pandemii koronaviru |
| 2018/19 | Nick Suzuki                               | Guelph Storm                              |
| 2017/18 | Robert Thomas                             | Hamilton Bulldogs                         |
| 2016/17 | Warren Foegele                            | Erie Otters                               |
| 2015/16 | Mitchell Marner                           | London Knights                            |
| 2014/15 | Connor McDavid                            | Erie Otters                               |
| 2013/14 | Robby Fabbri                              | Guelph Storm                              |
| 2012/13 | Bo Horvat                                 | London Knights                            |
| 2011/12 | Austin Watson                             | London Knights                            |
| 2010/11 | Robby Mignardi                            | Owen Sound Attack                         |
| 2009/10 | Adam Henrique                             | Windsor Spitfires                         |
| 2008/09 | Taylor Hall                               | Windsor Spitfires                         |
| 2007/08 | Justin Azevedo                            | Kitchener Rangers                         |
| 2006/07 | Marc Staal                                | Sudbury Wolves                            |
| 2005/06 | Daniel Ryder                              | Peterborough Petes                        |
| 2004/05 | Corey Perry                               | London Knights                            |
| 2003/04 | Martin St. Pierre                         | Guelph Storm                              |
| 2002/03 | Derek Roy                                 | Kitchener Rangers                         |
| 2001/02 | Brad Boyes                                | Erie Otters                               |
| 2000/01 | Seamus Kotyk                              | Ottawa 67’s                               |
| 1999/00 | Brian Finley                              | Barrie Colts                              |
| 1998/99 | Justin Papineau                           | Belleville Bulls                          |